# Semiothisa kuldschana
Semiothisa kuldschana là một loài bướm đêm trong họ Geometridae.